# Hạc cổ đen
Hạc cổ đen hay cò châu Á (danh pháp hai phần: Ephippiorhynchus asiaticus) là một loài chim thuộc họ Hạc. Loài này cư trú ở Nam Á và Đông Nam Á, ngoài ra có một quần thể tách rời ở Australia. Môi trường sống của hạc cổ đen là các vùng đất ẩm có nhiều thức ăn là động vật. Chim trưởng thành có mỏ dài và lông một phần màu trắng, một phần đen bóng. Con trống và con mái khác nhau về màu mắt.

## Miêu tả

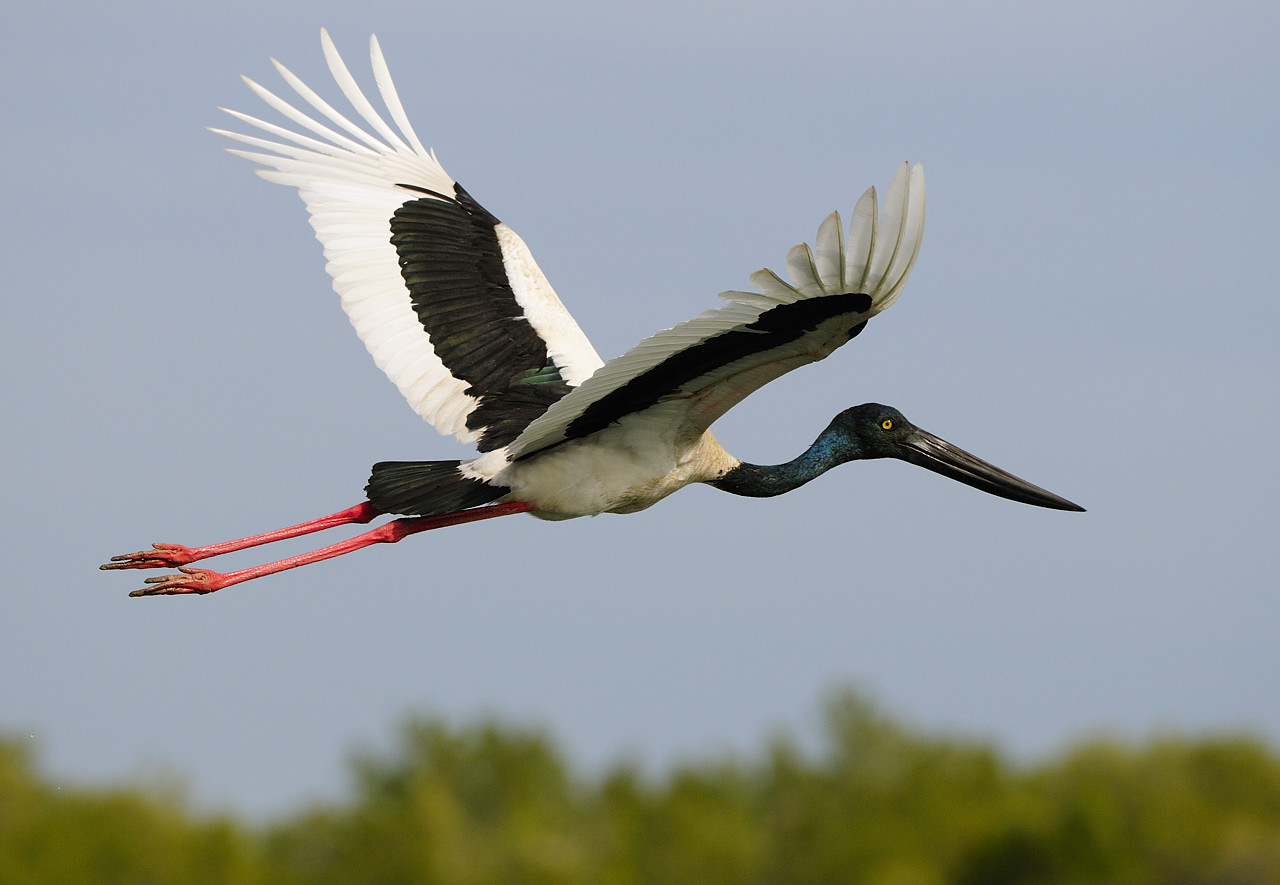
Chim mái trưởng thành đang bay ở Lãnh thổ Bắc Úc thuộc Australia

Hạc cổ đen là loài chim lớn, cao 130–150 cm (51–60 inch) với sải cánh 230-cm (91-inch). Thể trọng trung bình khoảng 4,1 kg.
Hạc cổ đen được John Latham mô tả lần đầu với tên Mycteria asiatica, sau đó nó được chuyển vào chi Xenorhynchus dựa vào hình thái học. Dựa trên tập tính, Kahl đề nghị đưa loài này vào chi Ephippiorhynchus, vốn là một chi đơn loài. Việc này đã được thực hiện trên cơ sở các dữ liệu về xương và tập tính, cũng như dữ liệu lai ghép DNA-DNA và các dữ liệu sắc tố tế bào - b. Các chi Xenorhynchus và Ephippiorhynchus được công bố đồng thời, và Kahl đã chọn tên thứ hai làm tên chi của 2 loài. 
Có 2 phân loài đã được công nhận là E. a. asiaticus ở Nam Á và Đông Nam Á, và E. a. australis ở nam New Guinea và Australia.

## Hình ảnh

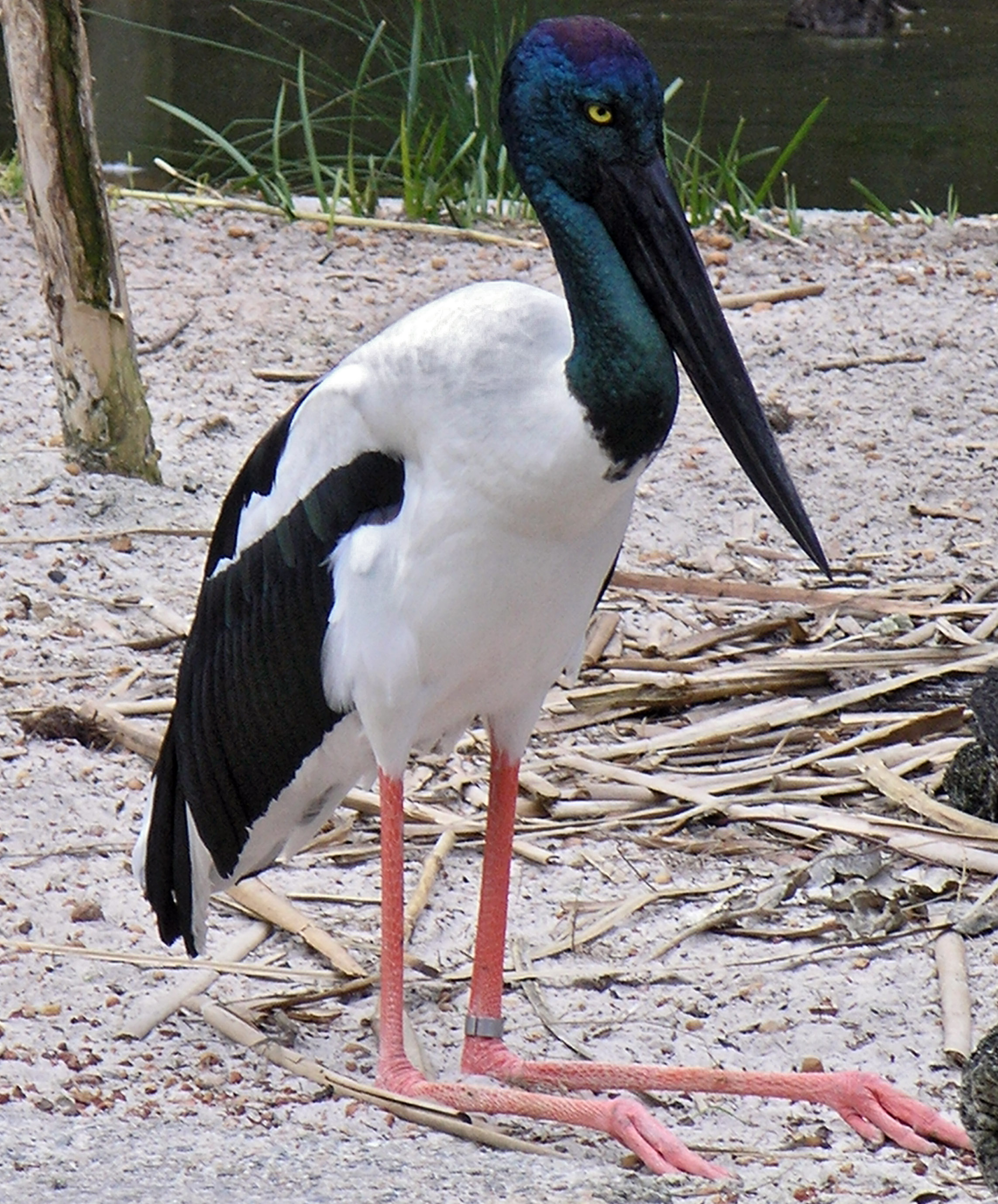
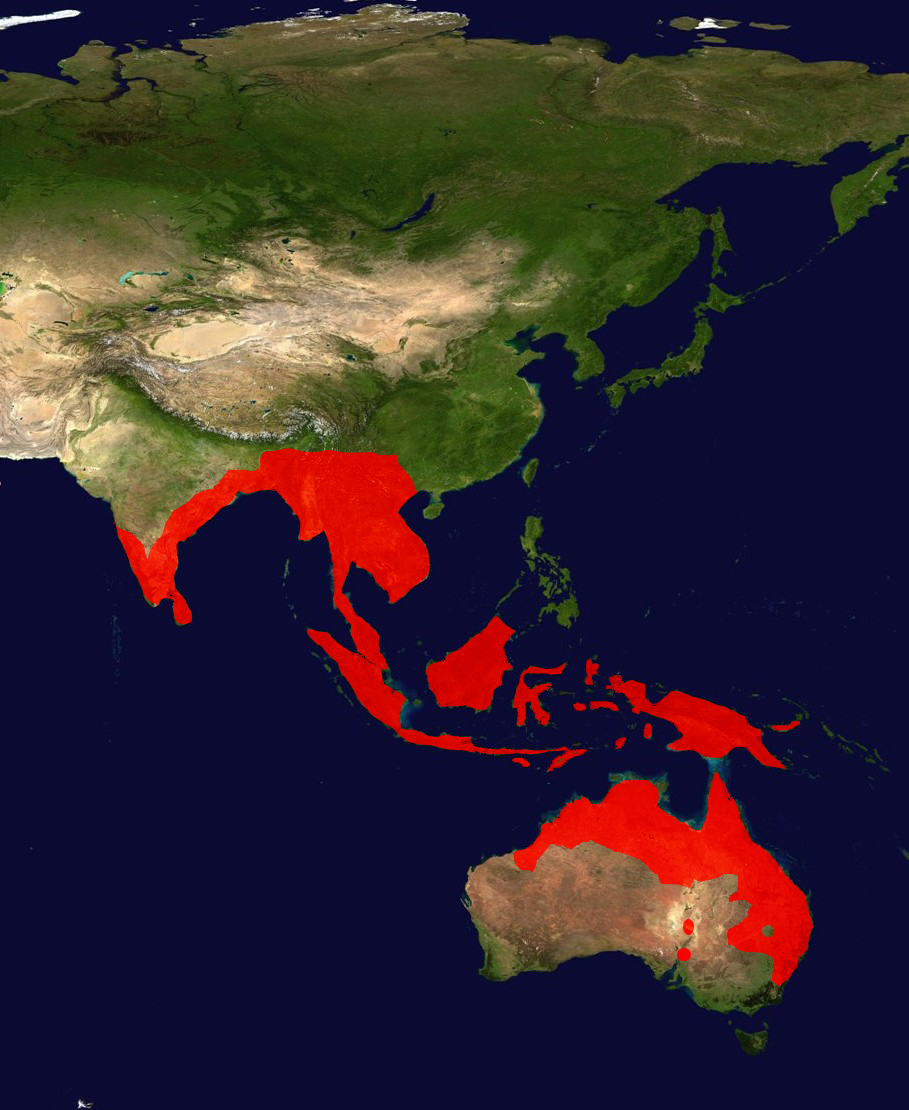
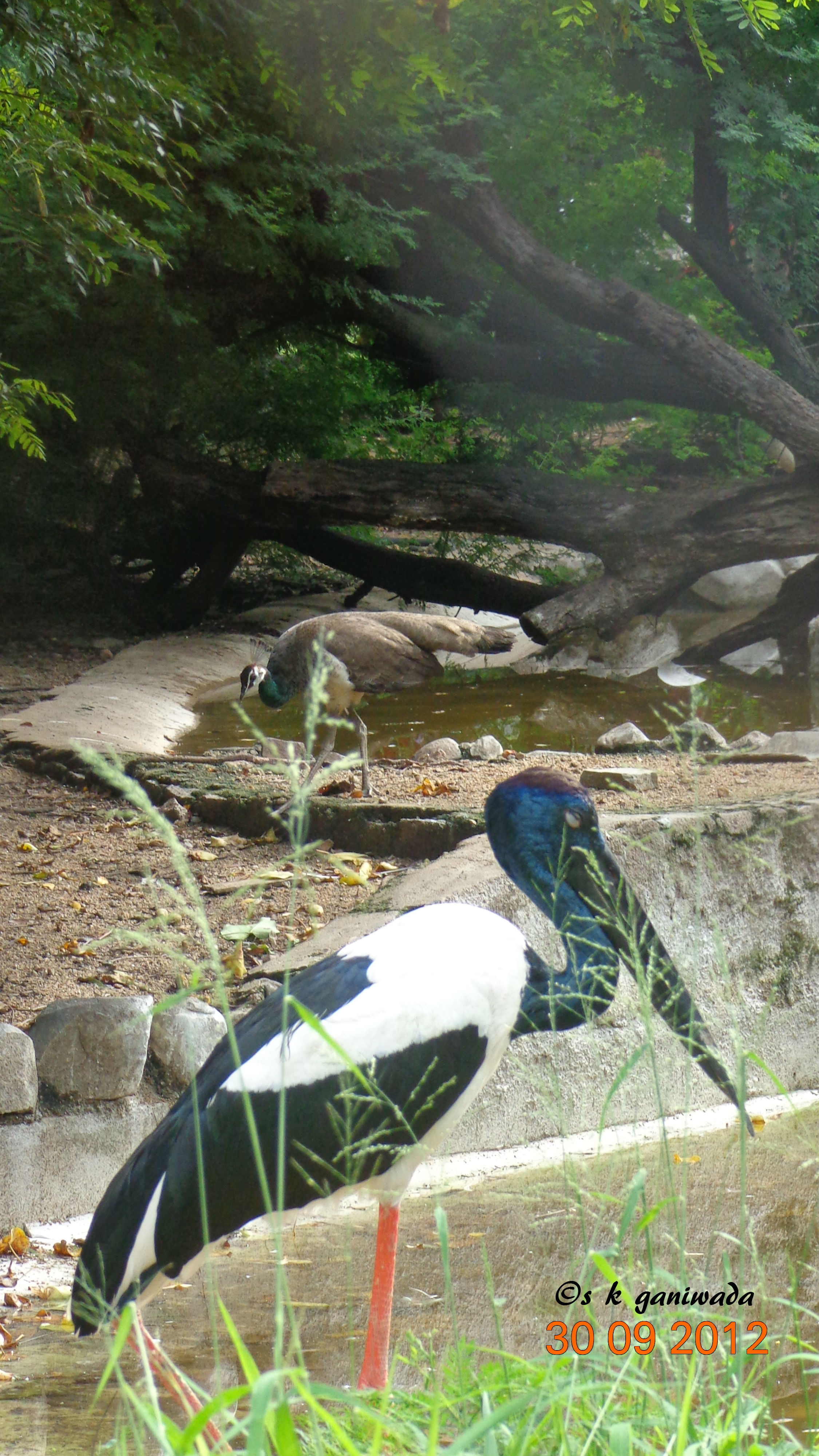
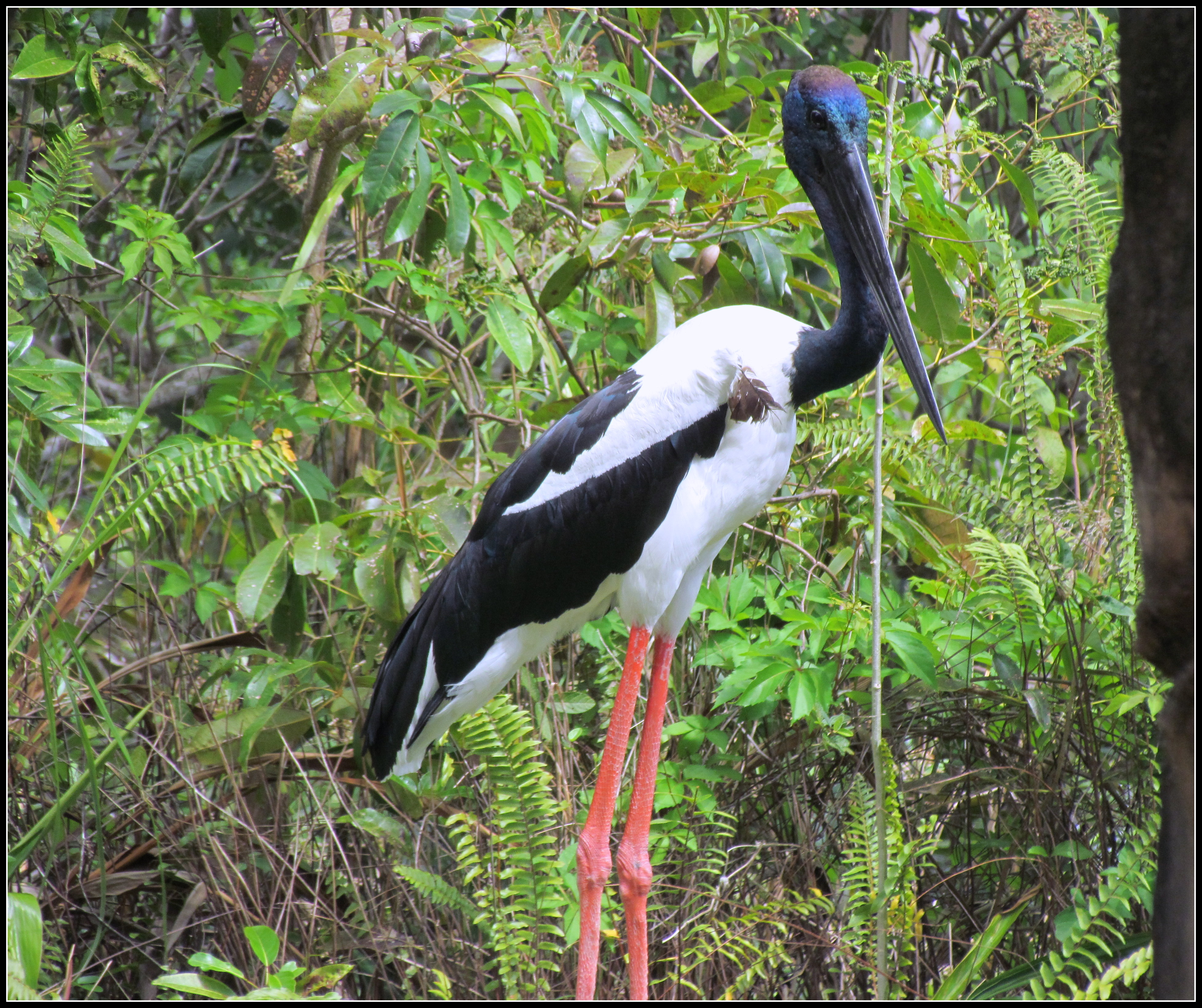